# Peleas de Abajo
Peleas de Abajo – gmina w Hiszpanii, w prowincji Zamora, w Kastylii i León, o powierzchni 12,01 km². W 2011 roku gmina liczyła 236 mieszkańców.